# Khalid Hameed, Baron Hameed

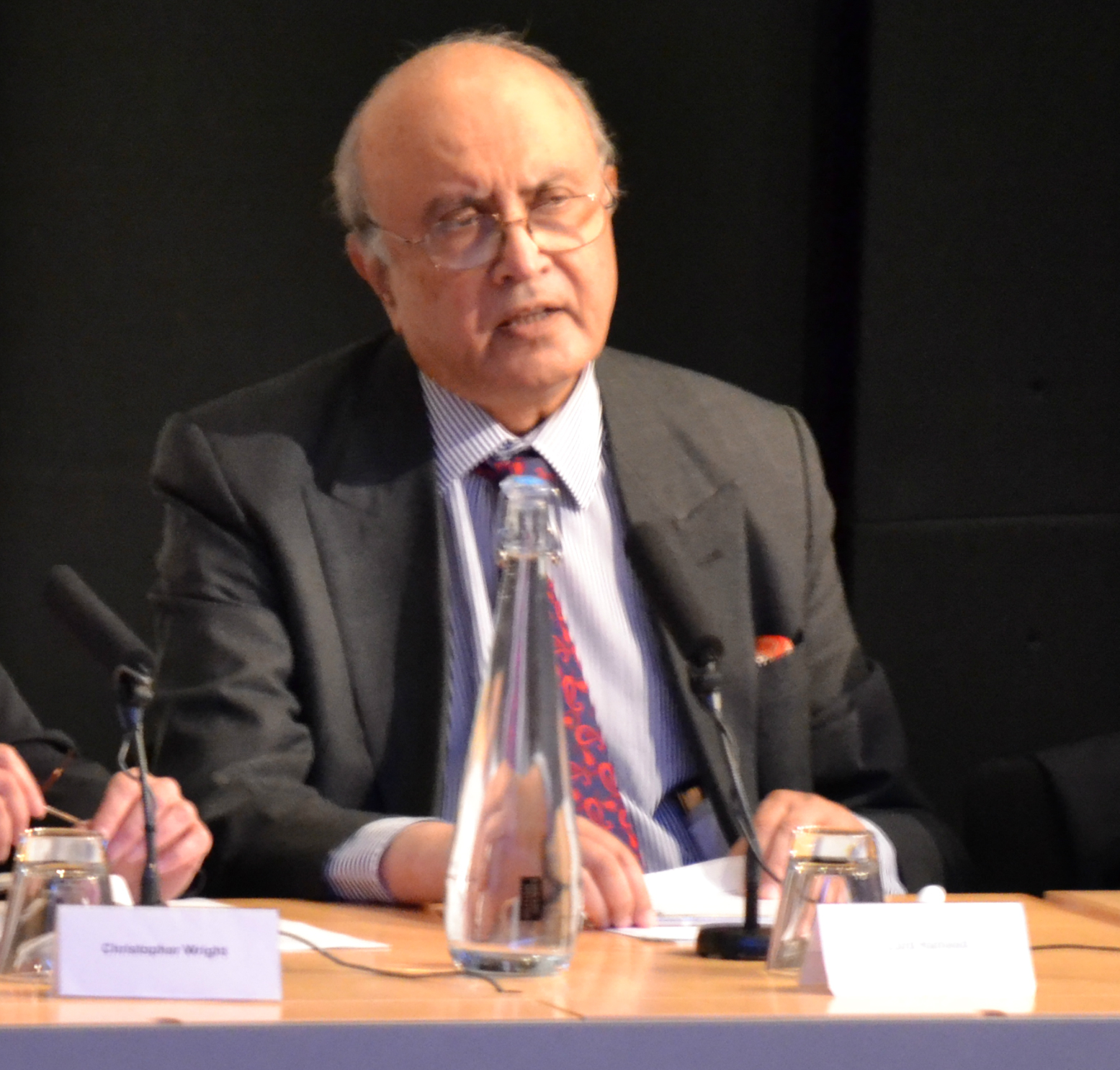
Khalid Hameed, Baron Hameed

Khalid Hameed, Baron Hameed, CBE DL (* 1. Juli 1941) ist ein aus dem indischen Lucknow stammender britischer Politiker und Mitglied des House of Lords.
Er ist Vorstand der Alpha Hospital Group und Vorstand und CEO des London International Hospital. In den Vorjahren war er CEO des Cromwell Hospital in London. 
Er ist im Vorstand des Commonwealth Youth Exchange Council. Er ist Ausschussmitglied des British Muslim Research Centre und der Ethnic Minorities Foundation. Er ist Mitglied der geschäftsführung der Maimonides Foundation und Treuhänder der The Little Foundation. Dr. Hameed unterstützt eine Reihe von Wohltätigkeitsorganisationen und bekam 2005 den Sternberg-Award verliehen für seinen Einsatz für die christlich-mulimisch-jüdischen Beziehungen. Er bekam eine Reihe von nationalen und internationalen Ehrungen. Er ist Governor des International Students House, Präsident von The Little Foundation, Vorsitzender des The Woolf Institute of Abrahamic Faiths und Vorsitzender der Friends of the British Library. Hameed beschäftigt sich intensiv mit interreligiösen Beziehungen und hält Vorträge zu diesem Thema.
Er war der erste asiatischstämmige Brite der von der Queen zum High Sheriff of Greater London ernannt wurde. Er hatte dieses Amt von 2006 bis 2007 inne. Dieses Amt ist mit über 1000 Jahren das älteste des Landes nach der Monarchie.
Im Februar wurde seine Ernennung zum Life Peer verkündet. Er wurde am 27. März 2007 als Baron Hameed, of Hampstead in the London Borough of Camden, zum Life Peer erhoben. Er sitzt als Crossbencher im House of Lords. Er ist British Asian of the year 2007.
Von der indischen Regierung wurde ihm 2009 der Padma Bhushan, der dritthöchste indische Orden für Zivilpersonen verliehen.